# دیوید هادسن (خواننده)
دیوید دانیل هادسن (زادهٔ ۱۱ اوت ۱۹۸۸) خوانندهٔ آمریکایی است. او در تالسا، اوکلاهوما به دنیا آمده و در سنتا باربارا، کالیفرنیا بزرگ شده است. او برادر کوچکتر خواننده آمریکایی کیتی پری است.
او اولین ترانه خود "زندگی یک مرد واقعی" را در دسامبر ۲۰۱۱ و دومین ترانه خود "برای شما" را در ژوئیه ۲۰۱۲ منتشر کرد.